# Ikaros
 For alternative betydninger, se Ikaros (Failaka). (Se også artikler, som begynder med Ikaros (Failaka))
Ikaros (latin: Icarus) er en sagnfigur i den græske mytologi.
Ifølge sagnet havde Ikaros' far, Daidalos eller Daedalus, bygget labyrinten til Minotauros. For at undgå at Daidalos afslørede labyrintens hemmelighed holdt kongen Minos Daidalos og Ikaros fanget på Kreta i Grækenland. Der var ikke mulighed for at flygte fra øen, for Minos undersøgte hver eneste båd, der afgik. Derfor fandt Daidalos på at flyve fra øen; han bandt fjer sammen med voks og tråd til et sæt vinger til dem hver, så de kunne flygte. 
Daidalos havde advaret sønnen mod både at flyve for højt eller for lavt. Ikaros fløj alligevel for højt, og solen smeltede vokset mellem fjerene, så han styrtede i havet og døde. Daidalos var meget ulykkelig over sin søns død, men det lykkedes ham at flyve sikkert til en anden ø, Sicilien (Italien).
Et krater på Månen er opkaldt efter Ikaros.

## Billedgalleri
- Daidalos og Ikarus, relief i Villa Albani, Rom.